# Biz's Baddest Beats
Albums de Biz Markie
All Samples Cleared!
(1993) On the Turntable
(1998)
Biz's Baddest Beats est une compilation de Biz Markie, sortie le 1er juillet 1994.

## Liste des titres
| No  | Titre                               | Durée |
| --- | ----------------------------------- | ----- |
| 1.  | One Two                             | 2:20  |
| 2.  | Make the Music With Your Mouth, Biz | 4:56  |
| 3.  | Biz Dance, Pt. 1                    | 3:38  |
| 4.  | Nobody Beats the Biz                | 5:42  |
| 5.  | Just Rhymin' With Biz               | 4:01  |
| 6.  | Pickin' Boogers                     | 4:42  |
| 7.  | Biz Is Goin' Off                    | 4:50  |
| 8.  | Vapors                              | 4:33  |
| 9.  | This Is Something for the Radio     | 5:14  |
| 10. | Just a Friend                       | 4:00  |
| 11. | Spring Again                        | 4:03  |
| 12. | What Comes Around Goes Around       | 4:05  |
| 13. | Let Me Turn You On                  | 5:33  |
| 14. | Young Girl Bluez                    | 4:07  |
| 15. | The Doo Doo                         | 2:23  |